# Sarsostraca
Sarsostraca is een onderklasse van kieuwpootkreeftjes.

## Systematiek
De onderklasse Sarsostraca wordt onderverdeeld in twee orden, één recente en één fossiele:
- Anostraca  Sars, 1867
- Lipostraca  † Scourfield 1926